# براد أرنولد
براد أرنولد (بالإنجليزية: Brad Arnold)‏ هو مغني أمريكي، ولد في 27 سبتمبر 1978 في إسكاتاوبا في الولايات المتحدة.

## وصلات خارجية
- براد أرنولد على موقع IMDb (الإنجليزية)
- براد أرنولد على موقع ميوزك برينز (الإنجليزية)
- براد أرنولد على موقع ديسكوغز (الإنجليزية)
- براد أرنولد على موقع قاعدة بيانات الفيلم (الإنجليزية)